# Bojan Mališić
Bojan Mališić (in serbo Бојан Малишић?; Kragujevac, 14 gennaio 1985) è un ex calciatore serbo, di ruolo difensore.

## Palmarès

### Club

#### Competizioni internazionali
- Coppa dell'AFC: 1

Nasaf Qarshi: 2011